# Atlas, Rise!
Atlas, Rise! è un singolo del gruppo musicale statunitense Metallica, pubblicato il 31 ottobre 2016 come terzo estratto dal decimo album in studio Hardwired... to Self-Destruct.
Nel 2017 il singolo è stato candidato ai Grammy Awards 2018 nella categoria miglior canzone rock.

## Promozione
Il 24 ottobre 2016 il gruppo ha rivelato attraverso il proprio sito ufficiale che tutti coloro che si fossero recati presso alcuni negozi indipendenti di musica a partire dal 28 dello stesso mese e che avessero comprato una speciale maschera di Halloween in tema con l'album avrebbero trovato al suo interno un codice che garantiva loro l'ascolto del brano 30 minuti prima della sua pubblicazione effettiva.

## Video musicale
Il video, diretto da Clark Eddy, è stato reso disponibile in concomitanza con il lancio del singolo e mostra varie scene inerenti alla registrazione e alle varie prove del brano.

## Tracce
Testi e musiche di James Hetfield e Lars Ulrich.
1. Atlas, Rise! – 6:28

## Formazione
Gruppo
- James Hetfield – chitarra, voce
- Lars Ulrich – batteria
- Kirk Hammett – chitarra
- Robert Trujillo – basso

Produzione
- Greg Fidelman – produzione, registrazione, missaggio
- James Hetfield – produzione
- Lars Ulrich – produzione
- Mike Gillies – registrazione aggiuntiva
- Sara Lyn Killion – registrazione aggiuntiva, assistenza tecnica
- Dan Monti – editing digitale
- Jim Monti – editing digitale
- Jason Gossman – editing digitale
- Kent Matcke – assistenza tecnica
- Dave Collins – mastering

## Classifiche
| Classifica (2016-17)             | Posizione massima |
| -------------------------------- | ----------------- |
| Belgio (Fiandre)                 | 90                |
| Germania                         | 100               |
| Stati Uniti (mainstream rock)    | 1                 |
| Stati Uniti (rock & alternative) | 15                |
| Svezia                           | 87                |